# Снежка (Новгородская область)
Сне́жка — деревня в Волотовском районе Новгородской области России.

## География
Деревня находится в западной части Новгородской области, в пределах Приильменской низменности, в зоне хвойно-широколиственных лесов, на левом берегу реки Снежа, при автодороге 49Н-0402, на расстоянии примерно 20 км (по прямой) к юго-востоку от посёлка Волот, административного центра района. Абсолютная высота — 91 м над уровнем моря.

### Климат
Климат характеризуется как умеренно континентальный, с тёплым влажным летом и холодной, относительно сухой зимой. Среднегодовая температура воздуха — 4,4 °C. Средняя многолетняя температура самого холодного месяца (января) составляет −8°С (абсолютный минимум — −41 °C), средняя температура самого тёплого (июля) — 17,4 °С (абсолютный максимум — 35 °С). Продолжительность вегетационного периода около 170 дней. Среднегодовое количество осадков — 684 мм, из которых 447 мм выпадает в период с апреля по октябрь.

### Часовой пояс
Деревня Снежка, как и вся Новгородская область, находится в часовой зоне МСК (московское время). Смещение применяемого времени относительно UTC составляет +3:00.

## Население
| 2010 |
| ---- |
| 0    |

### Национальный состав
Согласно результатам переписи 2002 года, в национальной структуре населения русские составляли 75 % из 4 чел.